# Pirátská strana (Island)
Pirátská strana  (islandsky Píratar) je politická strana na Islandu. Politika strany je založena na pirátské politice a přímé demokracii. Strana je členem Pirátské internacionály a Evropské pirátské strany.

## Historie
Islandská pirátská strana byla založena 24. listopadu 2012 Birgittou Jónsdóttir a několika internetovými aktivisty, včetně Smáriho McCarthyho. Strana dosáhla registrace písmena Þ (připomínajícího logo strany) do voleb v roce 2013 a se třemi zvolenými poslanci se stala první pirátskou stranou na světě, jejíž členové byli zvoleni do národního parlamentu.
V červenci 2016 jí bylo přiděleno písmeno P pro budoucí volby. Ve volbách v roce 2016 zaznamenali islandští Piráti dosud nejlepší výsledek (14,5 %). V předčasných volbách 28. října 2017 si strana pohoršila a získala 9,2 % hlasů. Strana byla vždy součástí opozice. 

## Volební výsledky

### Parlamentní volby
| Rok  | Mandáty | Počet hlasů | Podíl hlasů |
| ---- | ------- | ----------- | ----------- |
| 2013 | 3       | 9 647       | 5,1 %       |
| 2016 | 10      | 27 449      | 14,5 %      |
| 2017 | 6       | 18 051      | 9,2 %       |
| 2021 | 6       | 17 233      | 8,6 %       |

### Komunální volby
V komunálních volbách v roce 2018 strana získala jednoho zastupitele v druhém největším městu Islandu Kópavoguru a dva v hlavním městě Reykjavíku.